# Irène Aïtoff
Irène Aïtoff, née le 30 juillet 1904 à Saint-Cast (Côtes-d'Armor) et morte le 5 juin 2006 à Paris 18e, est une pianiste et cheffe de chant française.

## Biographie
Entrée au Conservatoire de Paris, elle remporte un premier prix d'harmonie en 1924 (classe d'André Bloch), un deuxième prix de piano en 1926 (classe de Victor Staub), ainsi qu'un premier prix d'histoire de la musique en 1926 (classe de Maurice Emmanuel).
De 1932 à 1939, elle est l'accompagnatrice de la chanteuse Yvette Guilbert avec qui elle découvrit que « le chant français est indissociable du texte ». De ce fait la diction était essentielle pour elle.
À partir de 1940, son nom est souvent associé à celui du grand chef d'orchestre Charles Munch, dont elle devient une importante collaboratrice, reconnue pour sa capacité à apprendre leur rôle aux chanteurs, à réduire ou à transposer les partitions d'orchestre.
Elle fut également chef de chant au festival d'Aix-en-Provence dès les années 1950 avec Gabriel Dussurget. Elle fit travailler des artistes comme Teresa Berganza, Teresa Stich-Randall et Gabriel Bacquier.
Durant les années 1960, elle a d'ailleurs l'honneur d'être sollicitée par Herbert von Karajan, afin d'assurer la préparation des chanteurs pour interpréter Pelléas et Mélisande de Claude Debussy. Elle travailla aussi avec Pierre Médecin lorsqu'il mit en scène ce chef-d’œuvre de Debussy.
En 1973, elle travailla pour Les Noces de Figaro du metteur en scène Giorgio Strehler. Ses prises de bec avec le chef Georg Solti devinrent célèbres.
Jusqu'au début de ce XXIe siècle, Irène Aïtoff prodigue ses conseils et observations à de nombreux élèves, et travaille avec divers chefs renommés, dont Georg Solti et Charles Dutoit. Elle est réputée pour sa volonté peu commune et l'extrême rigueur de ses exigences, en particulier à l'égard d'elle-même. En 1994, elle accompagna Hélène Delavault pour son spectacle L'Absinthe sur des chansons de 1900.
Au Théâtre impérial de Compiègne, c'est elle qui, en 1995, assure les répétitions du Domino Noir de DFE Auber, œuvre qui avait totalisé 1209 représentations à la Salle Favart entre 1837 et 1909.
Le 30 mai 2002, lors du centenaire de Pelléas et Mélisande à l'Opéra-Comique à Paris, celle qui était devenue au fil du temps, et en dépit de la plus complète ignorance des sphères médiatiques, une figure de la vie musicale française avait tenu, en dépit de son grand âge, à marquer l'événement de sa présence.
En 2008, la cinéaste Dominique Delouche lui consacra un documentaire appelé La Grande Mademoiselle.
Elle est la fille de David Aïtoff qui eut 7 enfants, dont Vladimir Aïtoff.